# Brest of (Tout ça pour ça)
Albums de Miossec
L'Étreinte
(2006) Finistériens
(2009)
Brest of est le premier album de compilation des chansons de Christophe Miossec sorti le 17 septembre 2007.

## Historique
Cet album de florilèges reprend les titres composés au cours des douze précédentes années par le chanteur. Certaines chansons ont été réactualisées pour la compilation, notamment Non, non, non, non (Je ne suis plus saoul) réenregistrée dans une version plus douce.
Une édition spéciale de l'album contenait un DVD avec un enregistrement public du concert donné au Splendid de Lille en mai 2004.

## Liste des titres
| No  | Titre                                                          | Durée |
| --- | -------------------------------------------------------------- | ----- |
| 1.  | Non, non, non, non (Je ne suis plus saoul)                     |       |
| 2.  | La Fidélité (version 2007)                                     |       |
| 3.  | La Facture d'électricité                                       |       |
| 4.  | Je m'en vais (version single)                                  |       |
| 5.  | Les bières aujourd'hui s'ouvrent manuellement                  |       |
| 6.  | Brûle                                                          |       |
| 7.  | Que devient ton poing quand tu tends les doigts (version 2007) |       |
| 8.  | Recouvrance                                                    |       |
| 9.  | Brest                                                          |       |
| 10. | Trente ans                                                     |       |
| 11. | Rose                                                           |       |
| 12. | La Guerre (version 2004)                                       |       |
| 13. | Regarde un peu la France (remix single 1996)                   |       |
| 14. | Le Défroqué (version single)                                   |       |
| 15. | La Mélancolie                                                  |       |
| 16. | Madame (version single)                                        |       |
| 17. | Maman                                                          |       |
| 18. | Tonnerre (version single)                                      |       |
| 19. | Évoluer en 3e division                                         |       |
| 20. | Non, non, non, non (Je ne suis plus saoul) (version 2007)      |       |

### Titre du DVD
Enregistré au Splendid de Lille en mai 2004
| No  | Titre                                           | Durée |
| --- | ----------------------------------------------- | ----- |
| 1.  | Je M'en vais                                    |       |
| 2.  | Non, Non, Non, Non (Je Ne Suis Plus Saoûl)      |       |
| 3.  | Dom-Tom                                         |       |
| 4.  | Crachons Veux-tu Bien                           |       |
| 5.  | Les Bières Aujourd'hui S'ouvrent Manuellement   |       |
| 6.  | Ainsi Soit-elle                                 |       |
| 7.  | Je Plaisante                                    |       |
| 8.  | Le Cul Par Terre                                |       |
| 9.  | Regarde Un Peu La France                        |       |
| 10. | Essayons                                        |       |
| 11. | Pentecôte                                       |       |
| 12. | Brest                                           |       |
| 13. | Que Devient Ton Poing Quand Tu Tends Les Doigts |       |
| 14. | Grandir                                         |       |
| 15. | La Fidélité                                     |       |
| 16. | Tonnerre                                        |       |

## Classements
| Chart    | Meilleur classement | Nombre de semaines dans le Top 50 | Certification |
| -------- | ------------------- | --------------------------------- | ------------- |
| Belgique | 26                  | 6                                 |               |